# TFAN
Zespół TFAN - (ang. Task Force for Accession Negotiations TFAN) - Zespół Zadaniowy ds. Negocjacji Akcesyjnych – powołany przez Komisję Europejską zespół mający w jej imieniu przygotować, w porozumieniu z Dyrekcją Generalną Komisji Europejskiej stanowisko negocjacyjne Unii Europejskiej.